# ورونیکا آباد روخاس
ماریا ورونیکا آباد روخاس (اسپانیایی: María Verónica Abad Rojas‎؛ زادهٔ ۱۴ نوامبر ۱۹۷۶)، مربی کسب و کار و سیاستمدار اهل اکوادور است که اکنون 
در سمت معاون رئیس‌جمهور اکوادور فعالیت می‌کند.

## اوایل زندگی
ورونیکا آباد در کوانکا به دنیا آمد. او متعلق به یک خانواده موسیقی‌دان است که دوران کودکی‌اش را با تمرین باله و نواختن آلات موسیقی مانند پیانو و ویولن گذراند.
او در رشته مدیریت بازرگانی درس خوانده است اما آن را تمام نکرده است. سپس دوره‌های کوتاهی را به عنوان مربی کارآفرینی در سانتیاگو شیلی، استراتژی سیاسی در بنیاد آزادی فردریش نائومان در گومرزباخ آلمان، نوآوری و فناوری در موسسه فرندز زیون، اورشلیم گذرانده است.

## مواضع سیاسی
آباد با سقط جنین، حقوق ال‌جی‌بی‌تی و موج چهارم فمینیسم مخالف است. او مدعی دفاع از آزادی مذهب، حقوق فردی و گروهی، مالکیت خصوصی، دولت کوچک و بازار آزاد است. آباد همچنین با سیاستمداران راست افراطی و احزاب سیاسی مانند دونالد ترامپ، ژائیر بولسونارو و حزب بکس همراهی کرده است.

## زندگی شخصی
آباد مادر سه فرزند و پیرو دین مسیحیت است.